# (1443) Ruppina
(1443) Ruppina – planetoida z pasa głównego asteroid okrążająca Słońce w ciągu 5 lat i 14 dni w średniej odległości 2,94 au. Została odkryta 29 grudnia 1937 roku w Landessternwarte Heidelberg-Königstuhl w Heidelbergu przez Karla Reinmutha. Należy do rodziny planetoidy Koronis.
Nazwa planetoidy pochodzi od niemieckiego miasta Rypin Nowy, miejsca urodzin astronoma Carla Wilhelma Ludwiga Martina Ebella. Przed nadaniem nazwy planetoida nosiła oznaczenie tymczasowe (1443) 1937 YG. Na cześć tego astronoma nazwano planetoidę (1205) Ebella.